# Knema ashtonii
Knema ashtonii är en tvåhjärtbladig växtart som beskrevs av James Sinclair.
Knema ashtonii ingår i släktet Knema och familjen Myristicaceae. Utöver nominatformen finns också underarten Knema ashtonii cinnamomea.